# Dominic Joyce
Dominic David Joyce (* 8. April 1968) ist ein britischer Mathematiker, der sich mit Differentialgeometrie beschäftigt.
Joyce studierte am Merton College der Universität Oxford und promovierte 1992 bei Simon Donaldson (Hyper Complex and Quaternionic Manifolds and Scalar Curvature on Connected Sums). Danach war er als Post-Doc am Christ Church College in Oxford, der Princeton University und der University of California, Berkeley. Seit 1995 ist er Fellow des Lincoln College in Oxford, wo er zunächst University Lecturer war und sich dank eines Stipendiums auf die Forschung konzentrieren konnte. Seit 2006 ist er Professor in Oxford.
Joyce beschäftigte sich mit der Konstruktion von Mannigfaltigkeiten mit Riemann-Metriken mit spezieller Holonomiegruppe. Die möglichen Holonomiegruppen wurden in den 1950er Jahren von Marcel Berger klassifiziert. Joyce gelang die Konstruktion noch fehlender Beispiele dieser Liste, kompakte Mannigfaltigkeiten mit Riemannmetrik mit Holonomiegruppe G2 (Joyce Mannigfaltigkeiten genannt) und Spin (7). Bei der Untersuchung dieser Mannigfaltigkeiten (die auch Anwendungen in der Stringtheorie haben) stieß er auch auf neue Beispiele von Spiegel-Symmetrie (Mirror Symmetry).
Joyce gewann den Whitehead-Preis der London Mathematical Society und den EMS-Preis. 1998 war er Invited Speaker auf dem Internationalen Mathematikerkongress in Berlin (Compact manifolds with exceptional holonomy). Für 2016 wurde ihm der Fröhlich-Preis zugesprochen.
Er ist verheiratet und hat drei Töchter.

## Schriften
- Compact Manifolds with special holonomy, Oxford University Press 2000
- Riemannian Holonomy Groups and calibrated geometry, Oxford University Press 2007

## Verweise
1. ↑  eine der exzeptionellen einfachen Liegruppen
2. ↑  nicht-kompakte Mannigfaltigkeiten mit diesen Holonomiegruppen konstruierten zuvor 1998 schon Robert Bryant und S.Salamon

| Personendaten    | Personendaten                                                              |
| ---------------- | -------------------------------------------------------------------------- |
| NAME             | Joyce, Dominic                                                             |
| ALTERNATIVNAMEN  | Joyce, Dominic D.; Joyce, D. D.; Joyce, Dominic David (vollständiger Name) |
| KURZBESCHREIBUNG | britischer Mathematiker                                                    |
| GEBURTSDATUM     | 8. April 1968                                                              |
| GEBURTSORT       | bei Bristol                                                                |